# Capila zennara
Capila zennara es una especie de mariposa, de la familia de los hespéridos. Se encuentra en Asia tropical.